# 里尔地铁

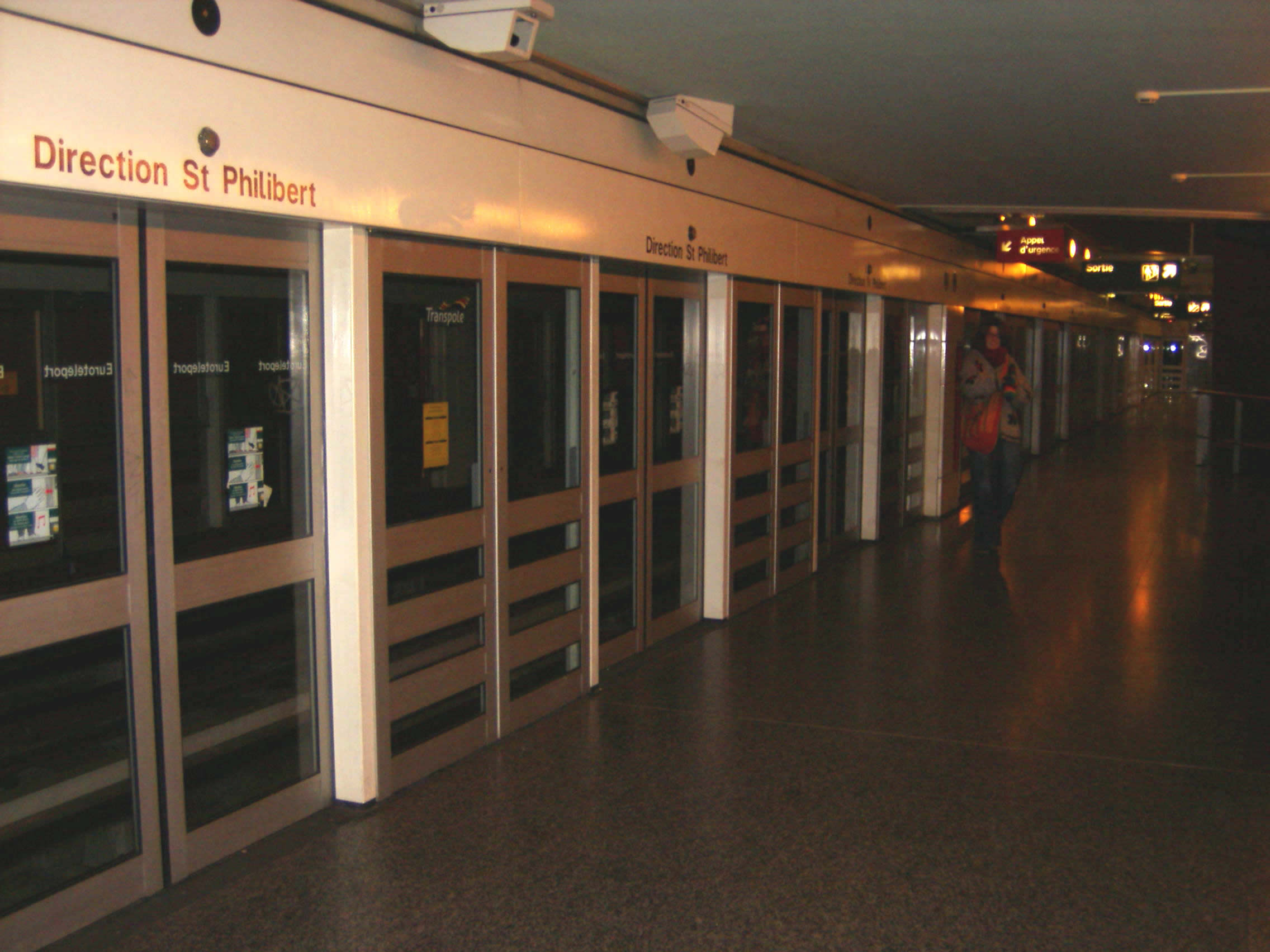
里爾地鐵的月台幕門

里爾地鐵（法語：Métro de Lille Métropole）是法國里爾歐洲都會區的城市軌道交通系統，于1983年開通營運，其生產商西門子公司向瑞士的玻璃門生產商凯拔格里根為列車月台特別訂造自動滑門，成為世界上最早安裝玻璃月台幕門的鐵路系統，也是世界上第一個使用VAL技術的地鐵系統。

## 路網概況
里爾地鐵現由Ilévia公司負責營運，路網由2條線路和和60座車站（含2個换乘車站）組成，路網全長43.7公里，與該公司營運的另外2條有軌電車線路和90餘條線路組成了連接里尔都市圈内里爾、阿斯克新城、图尔宽和鲁贝等主要城市的公共交通網路。里爾是巴黎以外法國最長的地鐵網絡。下圖為里爾地鐵路線圖，其中橙線和綠線為有軌電車路線。

## 歷史
1967年里爾歐洲都會區的前身里耳城市公共社區成立，當時里爾與周圍若干城市連接的公共交通服務不足，而里爾市中心也面臨交通與公交車擁堵不堪的問題。於是在 1970 年代，制定了一項修建包含四條路線的地鐵系統計劃，並採用膠輪捷運系統與VAL列車。
1號線在1978 年開工建設，施工六年後，於1983年先行部分開通卡特尔康通-皮埃尔·莫鲁瓦球场站到共和国-美术馆站的區間，一年後才全線開通，從卡特爾康通-皮埃爾·莫魯瓦球場站到大區中心醫院-歐洲健康中心站，全長12.54公里，設有18個車站。1號線18 個車站均設有月台幕門，成為最早安裝月台幕門的鐵路線。 
2號線的建設於 1985 年 4 月開始，在1989年同樣先行開通部分路段，從洛姆-聖菲利貝爾站到里爾佛蘭德火車站。2號線的剩餘部分，里爾與鄰近城鎮魯貝和圖爾寬之間的路段，分四個階段建設，在1994、1995、1999和2000年陸續通車，全線於2000年完工。2號線從洛姆-聖菲利貝爾站到德龍中心醫院站。2號線全線大致呈"J"字形，全長31.13公里，設有44個車站，其中郵政門站與里爾佛蘭德火車站可與1號線轉乘，連接里爾與衛星城市魯貝和图尔宽，接近比利時邊境。里爾地鐵系統總長43.7公里，共有60個車站。 
雖然 1970 年代最初規劃了四條線路的系統，但只建造了兩條線路。三號線及四號線的提案在2000年代被否決，原因為造價過於昂貴且部分路網缺陷可由公車系統代替，事實上1號線的成本最終估計為8.1億歐元，2號線更接近20億歐元。2003 年，當3號線估計將耗資 8.1 億歐元；其成本高得令人望而卻步，因此該市改為對其公共汽車和有軌電車系統進行投資。2010 年，負責城市交通的副市長確認了這一決定，宣布「不再提供新的地鐵線路」，並且「優先考慮城市電車」。雖然3、4號線未能建設，但其規劃成為日後BRT系統規劃的藍圖，例如：里爾都會區快速公交的第一條線路 Liane 1 便是沿著地鐵 3 號線的路線運營，Liane 3則部分運行地鐵4 號線的原始規畫路線。

## 地鐵列車
里爾地鐵使用馬特拉公司製造的VAL全自動駕駛膠輪捷運系統列車，VAL列車正是由1960年代里爾大學(原里爾第一大學)的羅貝爾·加比亞爾教授發明，VAL列車的名稱最初來自「Villeneuve d'Ascq à Lille」，即「阿斯克新城至里爾」的法文縮寫以表示第一個採用該列車的路線--里爾地鐵1號線。
里爾地鐵的列車有VAL206與VAL208兩種，數字代表列車寬度2.06與2.08公尺。206型由馬特拉於1970年代製造，1983年1號線運營開始便投入使用，採用2節編組，每一列車可容納124人，特殊情況可達208人。里爾地鐵目前共有83列206型列車，在最初的規範中，這些列車的預期壽命為 30 年，但 2005 年，里爾歐洲都會區委託西門子安裝新的自動系統。又在2009年，委託阿爾斯通對列車的內部進行大修和翻新，目前206型仍在系統中運營。
由於馬特拉的軌道運輸部門被西門子收購，因此由206型衍生的208型改由西門子製造，里爾地鐵目前共有60列208型列車，208型也採用2節編組，但車廂較206型大，可運載的人數較206型更多，每一列車可容納156人，特殊情況可達240人。另外更輕的車身、與更高效的發動機，讓208型節省15% 的能源。

## 營運
里爾地鐵一年四季都有運行，但5 月1日除外，在這一天里爾地鐵進行清理軌道或檢查自動設備等維護作業。在週一至週六，地鐵發車時間為5:10左右，週日延至 6:20 左右開始運行，末班車則在凌晨左右發出，在舉行某些特殊活動時，地鐵會延長，甚至全日運營。地鐵班距在運量高峰時能達到1號線每分鐘1班，2號線1.5分鐘1班，每小時可單向運輸10,000人。

## 未來計畫

### 新列車
里爾地鐵的車站月台長度為52米，但目前2節編組的VAL列車僅約26米，2011 年里爾都會區便計畫將列車長度增加至52米，2012年阿爾斯通被決定為地鐵系統提供新的52米長列車，以及完全更換自動控制系統。西門子對此極為不滿，兩度向向里爾行政法院提起了訴訟，但未能成功。然而，由於阿爾斯通的自動駕駛研發延誤導致計畫嚴重受阻，並推遲了52米列車的投入使用。原本計畫於2015年啟用的新列車與自動控制系統目前仍未投入使用。不過里爾都市圈主席曾在2019年宣布，2021年將全面更換新的列車自動駕駛系統，並於 2023 年 4 月將新的 52 米列車組投入運營。52米列車將在1號線投入使用，2號線則部署舊列車，縮減2號線的班距。

### 現有線路擴展
現任的里爾都市圈主席達米安·卡斯泰蘭曾在2016年提出將里爾地鐵1號線，從目前的終點站延伸至里爾機場，然而，該項目並未在2019年里爾都會區通過的，「2020~2035年交通基礎設施總體規劃」中被提及。相對的將起點延伸至臨近的生技產業中心歐桑特，被納入該計畫中，並計畫在2035年以前完成。
關於2號線的延伸計畫，里爾都會區計畫從洛姆-聖菲利貝爾站向西延伸1.8公里到佩朗希站，並連接TER的上法兰西大区公共運輸，然而2號線的延伸計畫也沒有列入「2020~2035年交通基礎設施總體規劃」，該計畫偏重於有軌電車與BRT系統的擴張，計畫新建設5條有軌電車與4條BRT路線，地鐵僅有1號線到歐桑特的簡短延伸。

## 照片集

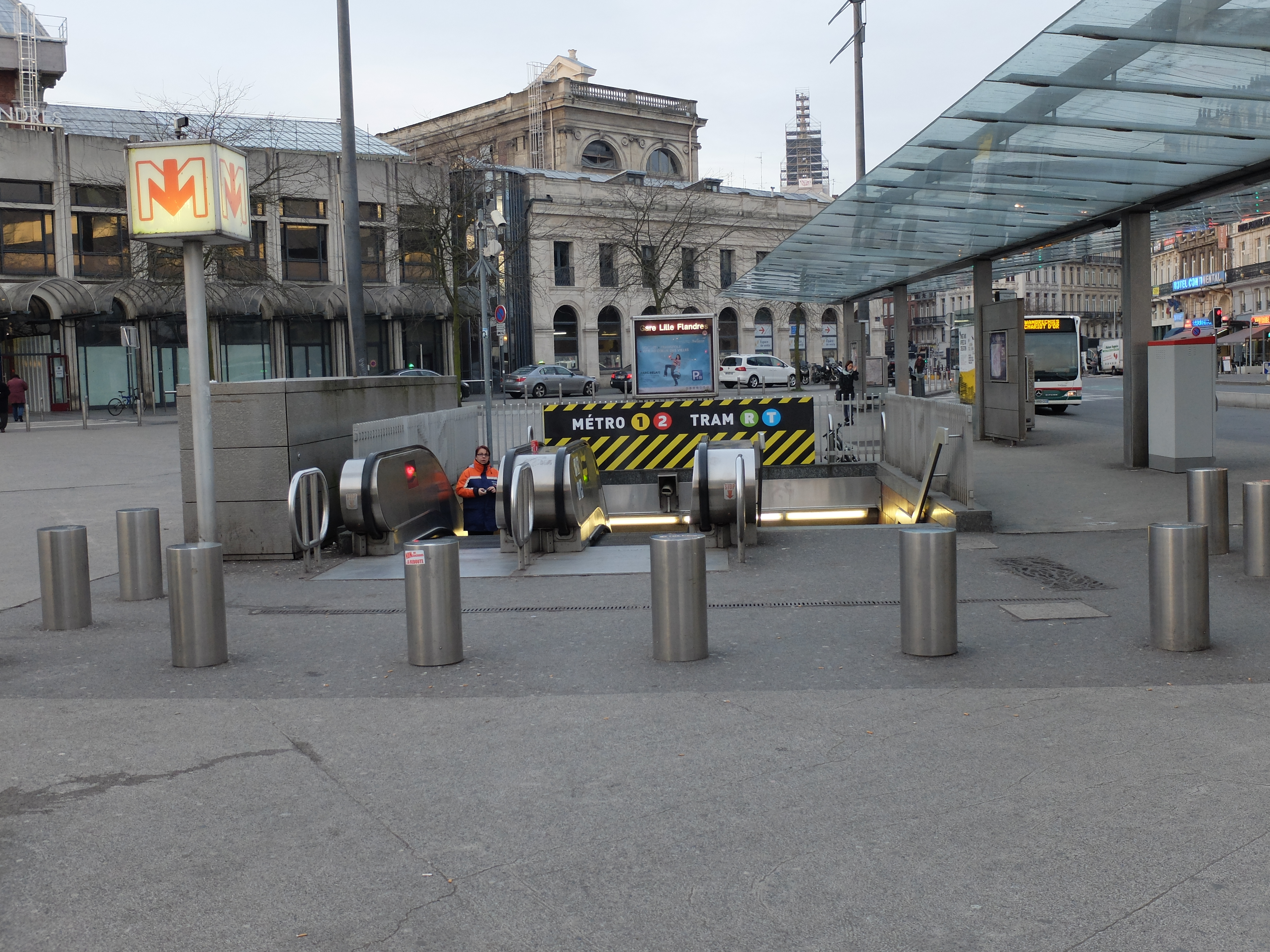
Lille Flandres站出入口
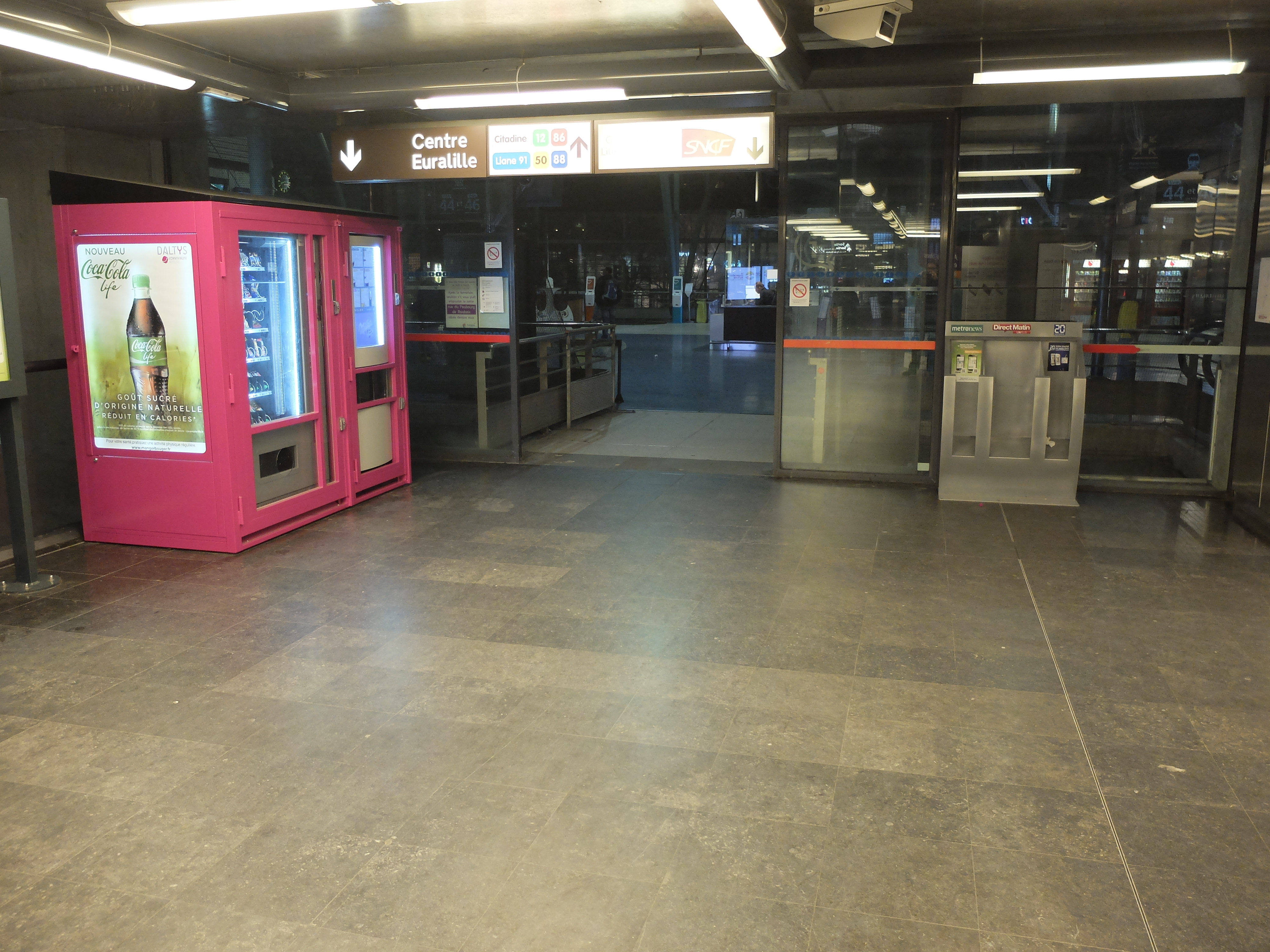
Lille Europe站閘門
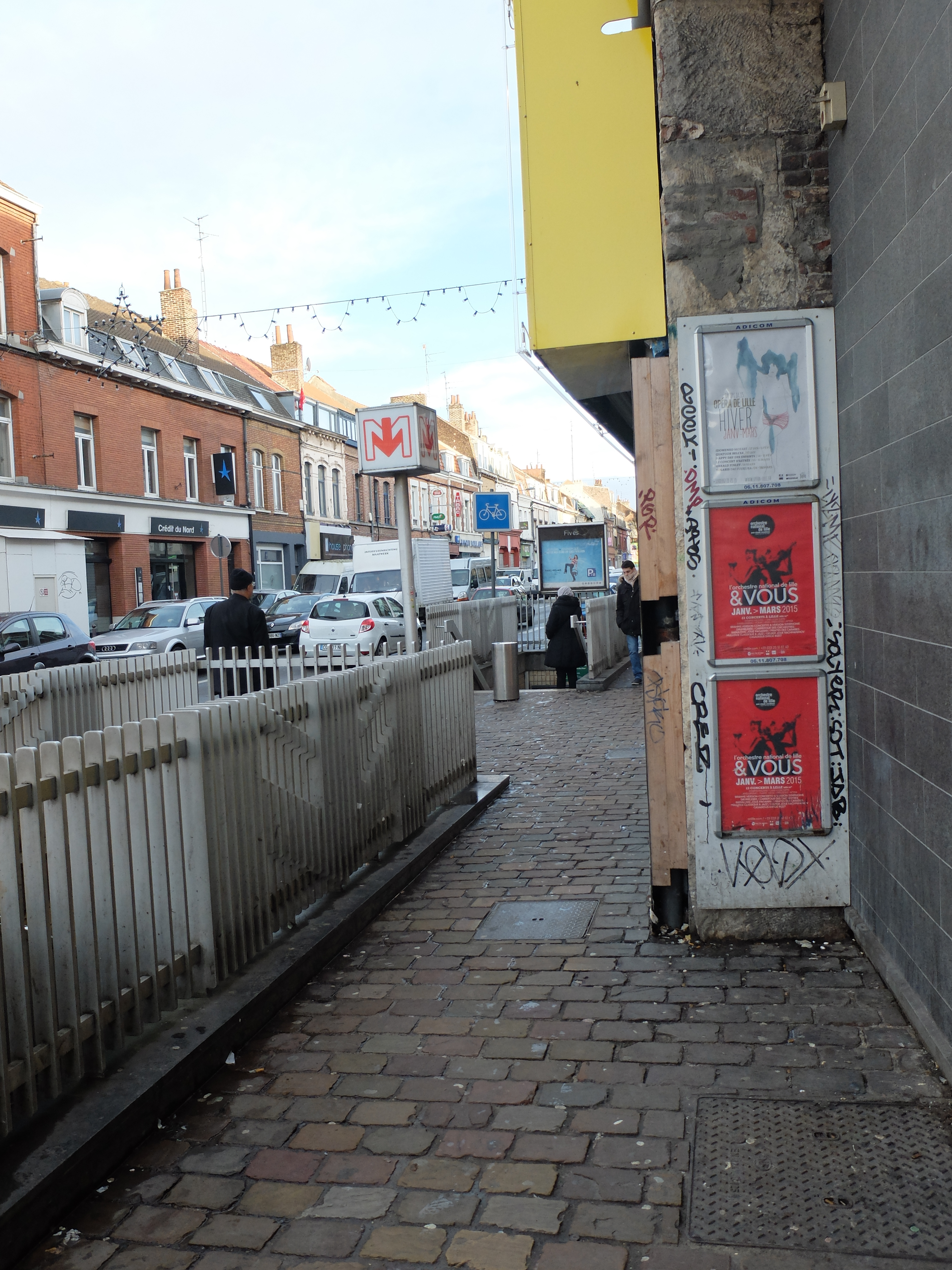
Fives站
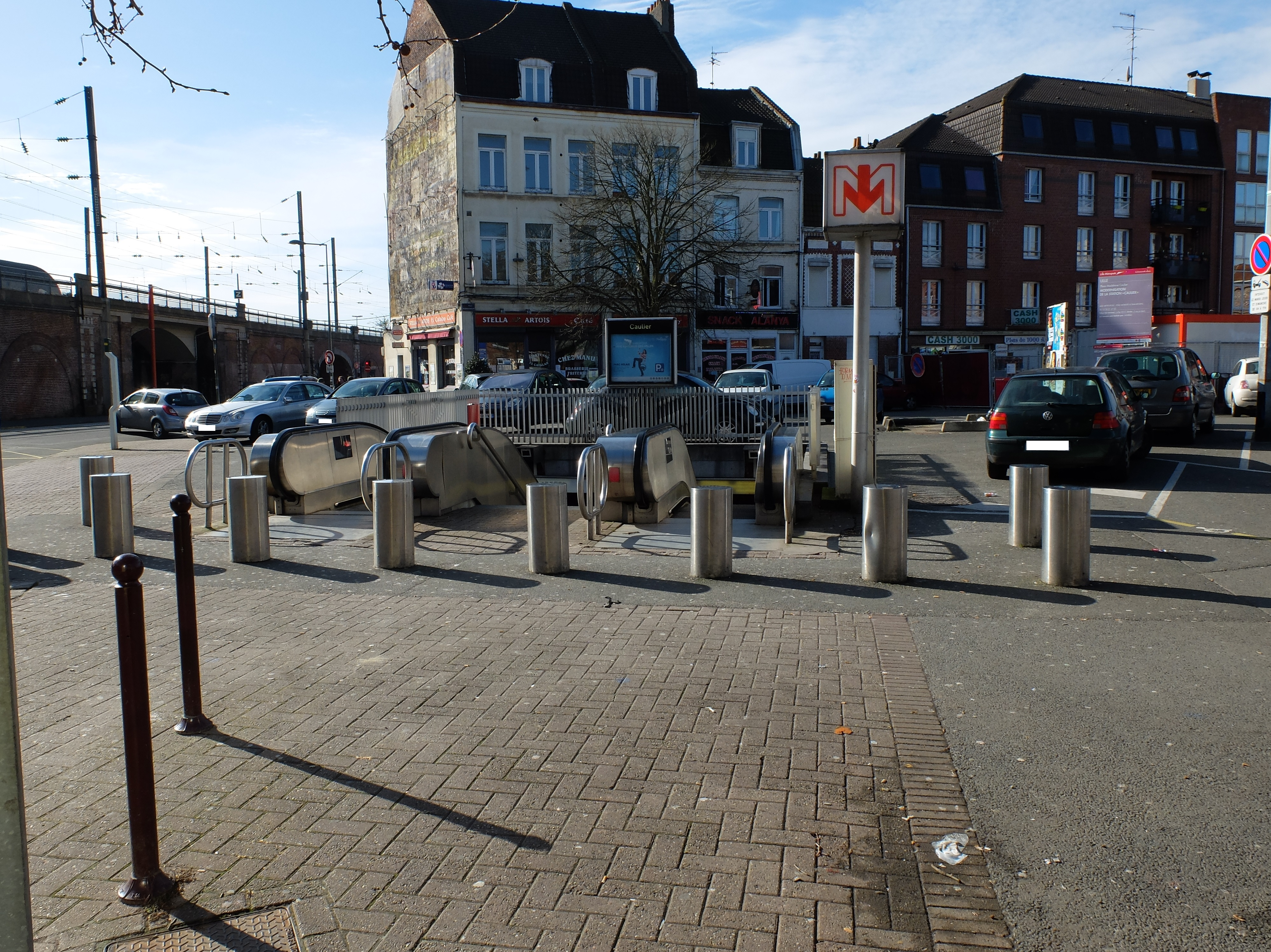
Caulier站
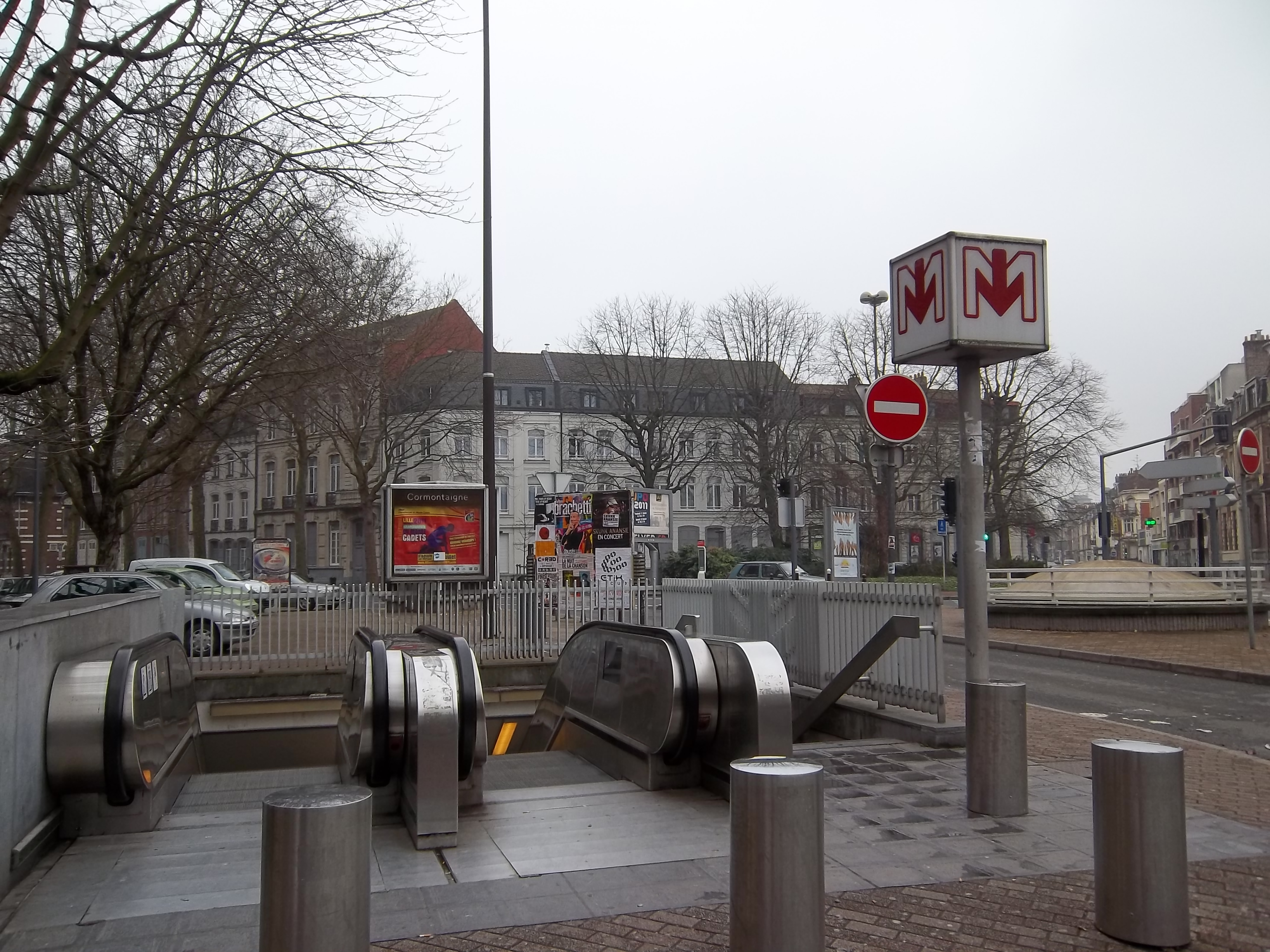
Cormontaigne站
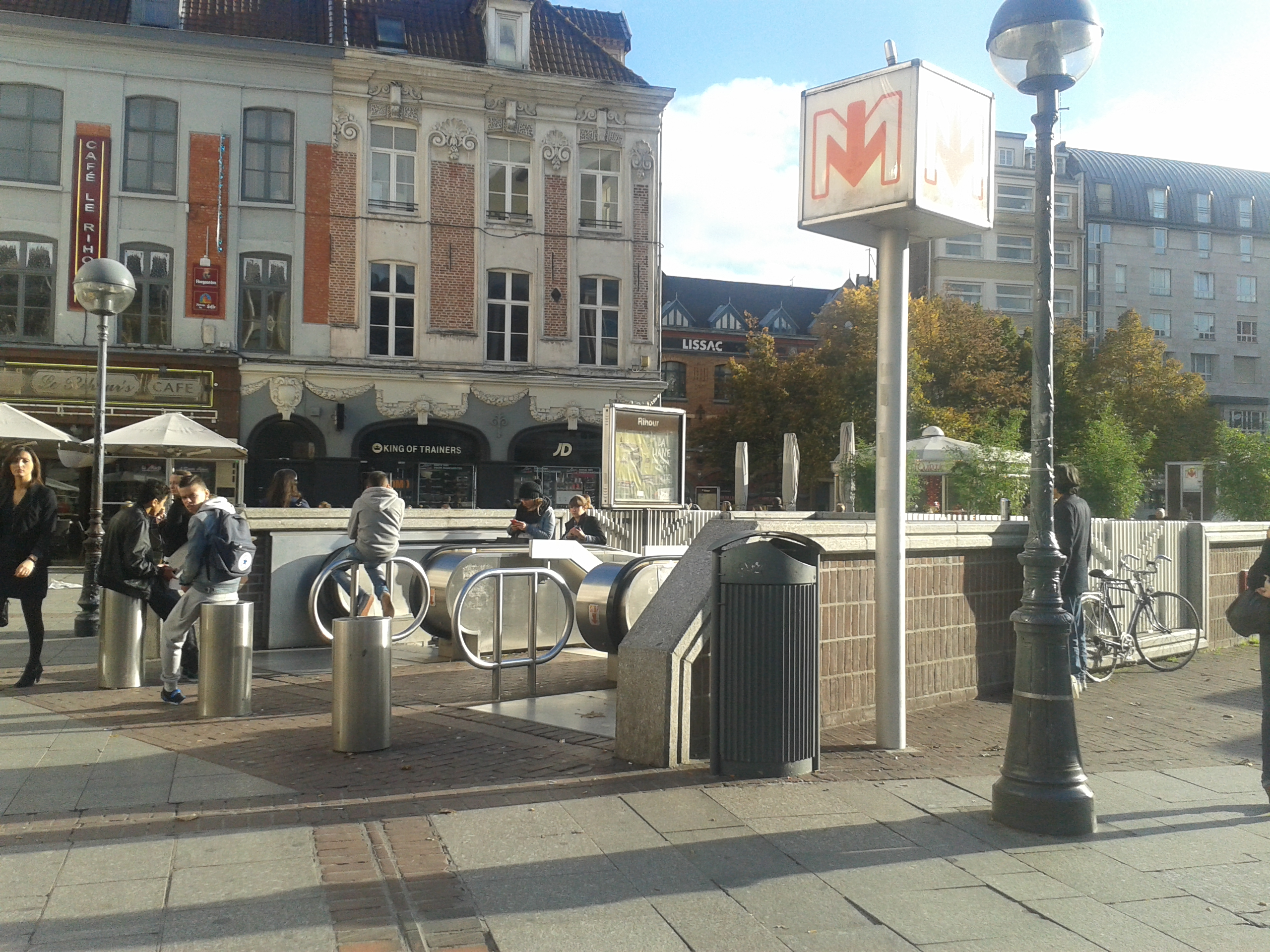
Rihour站

## 外部連結
- Transpole运营公司官方网站 （页面存档备份，存于）